# トレント・アシッド
トレント・アシッド（Trent Acid，1980年11月12日 ― 2010年6月18日）は、1990年代から2000年代に掛けて活動した、アメリカ合衆国出身のプロレスラー。
身長180cm、体重89kg。本名マイケル・ヴァーディ(Michael Verdi)。
『”ホーリー”・トレント・アシッド』というギミックを備え持ちつつ、コンバット・ゾーン・レスリング(CZW)やリング・オブ・オーナー(ROH)やプロレスリング・アンプラグドを主とする数多のプロレス団体を舞台に活動した。

## 来歴
ペンシルベニア州フィラデルフィアの南部にあたるサウス・フィラデルフィア―通称サウス・フィリーに生を享け、幼年期から祖母に連れられてプロレスの試合を毎週のように観にいっていた。 いつしか様々なプロレスラー養成所にてプロレスを学んだのちに、1995年5月20日にプロレスラーとしてデビュー。 1999年頃からCZWのマットを舞台に活動し始めた。
やがてCZWと大日本プロレスとの抗争の時代が幕を開けると、いわゆるCZW軍の一員として日本の地を踏み、大日本プロレスの巡業に伴い愛知県、静岡県、千葉県、東京都、神奈川県、埼玉県、三重県などを巡行。この時期に対戦した相手には、ザンディグ、『神風』、金村キンタロー、関本大介、ジョニー・カジミア、葛西純、ジ・ウィンガー、ジャスティス・ペイン、ラッカス、MEN'Sテイオー、ファンタスティック、ネイト・ヘイトリッド、伊東竜二、保坂秀樹が含まれ、タッグを組んだ相手には、ワイフビーター、マッドマン・ポンド、ネイト・ヘイトリッド、山川竜司、ニック・ゲージ、ジョニー・カジミア、ジ・ウィンガー、関本大介、ファンタスティックが含まれた。
2000年の6月に開かれたCZWの大会『バウンド・フォー・グローリー5』にてCZW世界ジュニアヘビー級王座を奪取。その翌2001年に横浜を舞台にこの王座を再び獲得したうえ、フィラデルフィアに開かれたCZWの『ケージ・オブ・デス3』にあっては、自身3度目であったCZW世界ジュニアヘビー級王座を―同時に大日本プロレスの同王座を獲得。
2001年のCZWにあっては、ネイト・ヘイトリッド、ニック・モンド、ニック・ゲージ、ジョニー・カジミア、ジャスティス・ペイン、ロボ、・・・こうした面々とともに『ヘイト・クラブ』(H8 Club)という連合を結成し、更にはジョン・ザンディグ、ニック・モンド、ワイフビーター、Zバール、葛西純という面々とともに『ビッグ・ディールズ』(Big Dealz)という連合を組んでいた。
2002年には自身2度目の出場となったCZWベスト・オブ・ザ・ベストの第2回を制覇し、更にその翌2003年にあってはCZWアイアンマン王座をも戴冠するに至った。
いつしかジョニー・カジミアとともに組んだ『ザ・バックシート・ボーイズ』というタッグの活躍は目覚しく、1999年におけるイースト・コースト・レスリング・アソシエーションのタッグ王座の獲得に始まり、2000年から2003年に掛けてCZWのタッグ王座を4度にわたって獲得したうえ、2003年の9月に至ってROHのタッグ王座をも獲得することとなった。
2004年を通してCZWとROHとを主戦場に活動し、サンジェイ・ダット、ジミー・ジェイコブス、アレックス・シェリー、テディ・ハート、メサイア、サブゥー、アダム・フラッシュ、ロドリック・ストロング、MASADA、コルト・カバーナ、マット・サイダル、サモア・ジョー、ジャック・エバンスなどの面々を相手に激戦を繰り広げ、それから2005年〜2006年〜2007年〜2008年〜2009年と、プロレスリング・アンプラグドやジャージー・オール・プロレスリングを含む数多のプロレス団体のマットに活躍した。
2010年にはおおよそ10年ぶりの大日本プロレスのマットへの参戦が予定されたものの、健康上の問題に係る長期の治療の必要という理由で頓挫するに至り、そのまま実現せずに終わった。 そして同年の6月18日の朝―自宅で死亡している姿が母親によって発見された。29歳であった。死因は特定されていない。長年の相棒であったジョニー・カジミアがフェイスブックで喪に服す様が伝えられた。

## 「日本流」
日本を舞台に数多のプロレス経験を積んできたアシッドは、それを自身のプロレスラーとしてのアイデンティティと見做していたようで、自らを『日本流レスラー』(Japanese style wrestler)と評し、更には自身のことを『日本人スーパースター』であると語っていた。いわく、ビデオなどから学び取っただけで日本に行ったこともないのに『日本流レスラー』を名乗りたがるレスラーらが米国にはかなり存在しているが、そうした者らは批判されるべき存在であり、それらと違って自身は真の『日本流レスラー』の一人であったのだという。アシッドいわくの日本流(Japanese style)とはすなわちストロングスタイルのことであった。
更には、日本のプロレスファンと比較したうえで、米国のプロレスファンのことを『甘い』(spoiled)と評した。いわく、日本のプロレスファンのほうがこのスポーツ―すなわちプロレスに対する尊重心が厚く、それは米国と日本の文化の違いから来ているものであるのだという。そうしたことを総括したうえで、自身の日本におけるプロレスの経験の回想として『とにかく日本のプロレスは偉大だった』とそう語っていた。

## 決め技
- アシッド・ボム
- ヤクザキック

## 戴冠歴

### 単独
- コンバット・ゾーン・レスリング

CZWアイアンマン王座×1
CZW世界ジュニアヘビー級王座×3
ベスト・オブ・ザ・ベスト×1（2002年）
- ハードコア殿堂
- CZW殿堂
- 大日本プロレス：BJW認定ジュニアヘビー級王座×1[2]
- ジャガロ・チャンピオンシップ・レスリング：JCWヘビー級王座×1
- プロレスリング・アンプラグド：PWUヘビー級王座×1[2]
- ユナイテッド・ステイツ・エクストリーム・レスリング

UXWヘビー級王座×1
UXWエクストリーム王座×1
UXWユナイテッドステイツ王座×1
- アーバン・レスリング・アライアンス：UWAライトヘビー級王座×2
- プロ・レスリング・シンジケート：PWSヘビー級王座×1[2]
- GWAライト級王座×1

### タッグ
- ∽ジョニー・カジミア

コンバット・ゾーン・レスリング：CZW世界タッグ王座×4
アサルト・チャンピオンシップ・レスリング：ACWタッグ王座×1
イースト・コースト・レスリング・アソシエーション：ECWAタッグ王座×1
ハードウェイ・レスリング：HWタッグ王座×3
ジャージー・オール・プロ・レスリング：JAPWタッグ王座×2
ナショナル・チャンピオンシップ・レスリング：NCWタッグ王座×1
フェニックス・チャンピオンシップ・レスリング：PCWタッグ王座
リング・オブ・オーナー：ROH世界タッグ王座×1
- ∽ビリー・レイル

ジャージー・オール・プロ・レスリング：JAPWタッグ王座×1
ニュー・ミッドウエスト・レスリング：NMWタッグ王座×1
アーバン・レスリング・アライアンス：UWAタッグ王座×1
- ∽マイク・トービン

ユナイテッド・ステイツ・エクストリーム・レスリング：UXWタッグ王座×1